# 回龙镇 (中江县)
回龙镇位于中国四川省德阳市以南，距中江县城以东9公里，距德阳市43公里，属涪江支流凯江下游的浅丘、平坝地带，由原回龙、临津、朝中、石庙乡合并而成。全镇幅员面积6818公顷，现有耕地38767亩，人均耕地面积0.71亩。全镇共辖29个自然行政村，2个居委会，318个农业生产合作社，总农户为14705户，总人口54569人，其中场镇人口5500余人。

## 简介
回龙镇现有成华机械厂、德阳新型墙材厂、回龙酒厂、回龙蚕药厂、回龙面粉厂、回龙竹编加工厂、回龙天然气供气站、回龙蚕茧站等一大批企业入驻经商办企业。 
全镇以农业生产为主，其优势是生猪、蚕桑、竹编、劳务，凯江河沙石资源取之不尽，水电气对发展工业极为有利，拥有优良的发展空间，广阔河地。

## 镇域交通
回龙交通便利，成德南高速公路穿镇南边境而过；镇域有8.5米标准三级水泥砼公路X104（三中路）、XF23（高龙路）、Y015（太临路）、Y012（回永路）、Y016（朝通路）连接各场镇。

## 场镇建设

### 回龙镇区

#### 回龙片区
位于中江城郊，凯江左岸的平坝地带，中西公路穿镇而过。唐朝建古镇，是中江规划一级大镇之一。街道由正街、政府街、商业街、油房街、朝阳街、文化街、平桥街、太白街、半边街、人民街、镇小街组成，镇南有凯江河堤、回龙大桥等。

#### 临津片区
位于回龙镇区南2公里的凯江平坝，唐朝建古镇，是回龙的卫星场镇，由回龙大桥连接两地。不赶场，由位于太临路的临津老街，以及位于高龙路的新街组成。盛产竹编、竹帘等竹制品。太临公路是回龙通向县城的第二通道。

### 石庙场镇
位于回永路的浅丘地带，东邻三台西平、凯河。由石庙街、石庙新街组成，街道宽6-12米，呈“兀”型，双数日赶场，各形各色的商家都会在赶场日出售农产品、小商品等。

### 朝中场镇
位于中西公路、朝通路，东靠三台西平。街道呈十字形，由朝中街组成，场镇道路宽5-7米，不赶场。

## 行政区划
回龙镇下辖以下地区：朝阳街社区、太白街社区、太白村、新站村、两河村、中皇寺村、万古村、回水村、花竹村、碉楼沟村、仁义村、双寨子村、五堰村、竹林村、上皇寺村、旺沟村、五里村、宝严村、会元村、栀子湾村、歇马村、观音岩村、石滚坝村、桥南村、石庙村、李枣村、桔园村、红苗村、洪端寺村、沿河村和长沟新村。
详情如下：
| 村（社区）名称 | 原属 | 其它名称         | 备注                   |
| -------------- | ---- | ---------------- | ---------------------- |
| 朝阳街社区     | 回龙 |                  | 回龙镇区               |
| 太白街社区     | 回龙 |                  | 回龙镇区               |
| 太白村         | 回龙 | 钟家湾           |                        |
| 新站村         | 回龙 | 雷家沟           |                        |
| 两河村         | 回龙 | 熊家干沟         |                        |
| 中皇寺村       | 回龙 | 王家沟           |                        |
| 万古村         | 回龙 | 万古桥           |                        |
| 回水村         | 回龙 | 回水沟           |                        |
| 花竹村         | 回龙 | 彭家塆           |                        |
| 碉楼沟村       | 回龙 |                  |                        |
| 仁义村         | 朝中 | 磨子湾           |                        |
| 双寨子村       | 朝中 | 李家沟           |                        |
| 五堰村         | 朝中 | 石家湾           |                        |
| 竹林村         | 朝中 | 竹林沟           |                        |
| 上皇寺村       | 朝中 |                  |                        |
| 旺沟村         | 朝中 | 吴家湾           |                        |
| 五里村         | 朝中 | 五里堆           |                        |
| 长沟新村       | 朝中 | 游家湾（唐家湾） | 由长沟、新碑村合并而成 |
| 宝严村         | 临津 | 宝严寺           | 临津场镇               |
| 会元村         | 临津 | 苏家湾           |                        |
| 栀子湾村       | 临津 | 雷神庙           |                        |
| 歇马村         | 临津 | 傅家湾           |                        |
| 观音岩村       | 临津 | 冷浸沟           |                        |
| 石滚坝村       | 临津 |                  |                        |
| 桥南村         | 临津 | 陈家河坝         |                        |
| 石庙村         | 石庙 | 石安场           | 石庙场镇               |
| 李枣村         | 石庙 | 李和枣           |                        |
| 桔园村         | 石庙 | 老鹰坝           |                        |
| 红苗村         | 石庙 | 王爷庙           |                        |
| 洪端寺村       | 石庙 | 王家湾           |                        |
| 沿河村         | 石庙 | 三座庙           |                        |